# Comusia testacea
Comusia testacea là một loài bọ cánh cứng trong họ Cerambycidae.